# Лисички (станция)
Лисички — промежуточная железнодорожная станция 5-го класса Гомельского отделения Белорусской железной дороги на линиях Чернигов—Новобелицкая и Бахмач — Новобелицкая, расположенная в посёлке Юбилейный (его отдельной части). Название станции из-за садового товарищества «Лисички», расположенного южнее.

## История
«Разъезд Лисички» был открыта в 1951 году на действующей ж/д линии Новобелицкая—Бахмач Белорусской железной дороги. Ранее на станции осуществлялась только (О) продажа билетов на поезда местного следования без багажных операций. На топографической карте n-36-123 по состоянию местности на 1986 год обозначена. Разъезд был преобразован в станцию и начали осуществляться (Б) продажа билетов на поезда местного и дальнего следования без багажных операций. 

## Общие сведения
Станция представлена 4 боковыми платформами: по две на каждой из линий. Имеет 3 пути: 2 пути на линии Бахмач — Новобелицкая и 1 пути — Чернигов — Новобелицкая. Есть здание вокзала и служебные помещения.

## Пассажирское сообщение
Ежедневно станция принимает бывшие пригородные поезда — поезда региональных линий эконом-класса и городских линий сообщения Кравцовка—Гомель, Гомель—Тереховка, Гомель—Круговец.